# Smiřičtí ze Smiřic
Smiřičtí ze Smiřic (něm. von Schmiritz) byl český šlechtický rod, pocházející ze Smiřic, dnes okres Hradec Králové. Působil především ve východních Čechách, největší proslulosti dosahoval v druhé polovině 16. století a v první polovině 17. století, kdy šlo o jeden z nejbohatších rodů v Českém království. Pak jejich panství postupně přebral Albrecht z Valdštejna. Smiřičtí se zasloužili o rozvoj regionu – například v Jičíně vystavěli renesanční zámek, který pak do nynější podoby přestavěli italští architekti, povolaní Albrechtem z Valdštejna. Zakládali manufaktury a pivovary.

## Historie

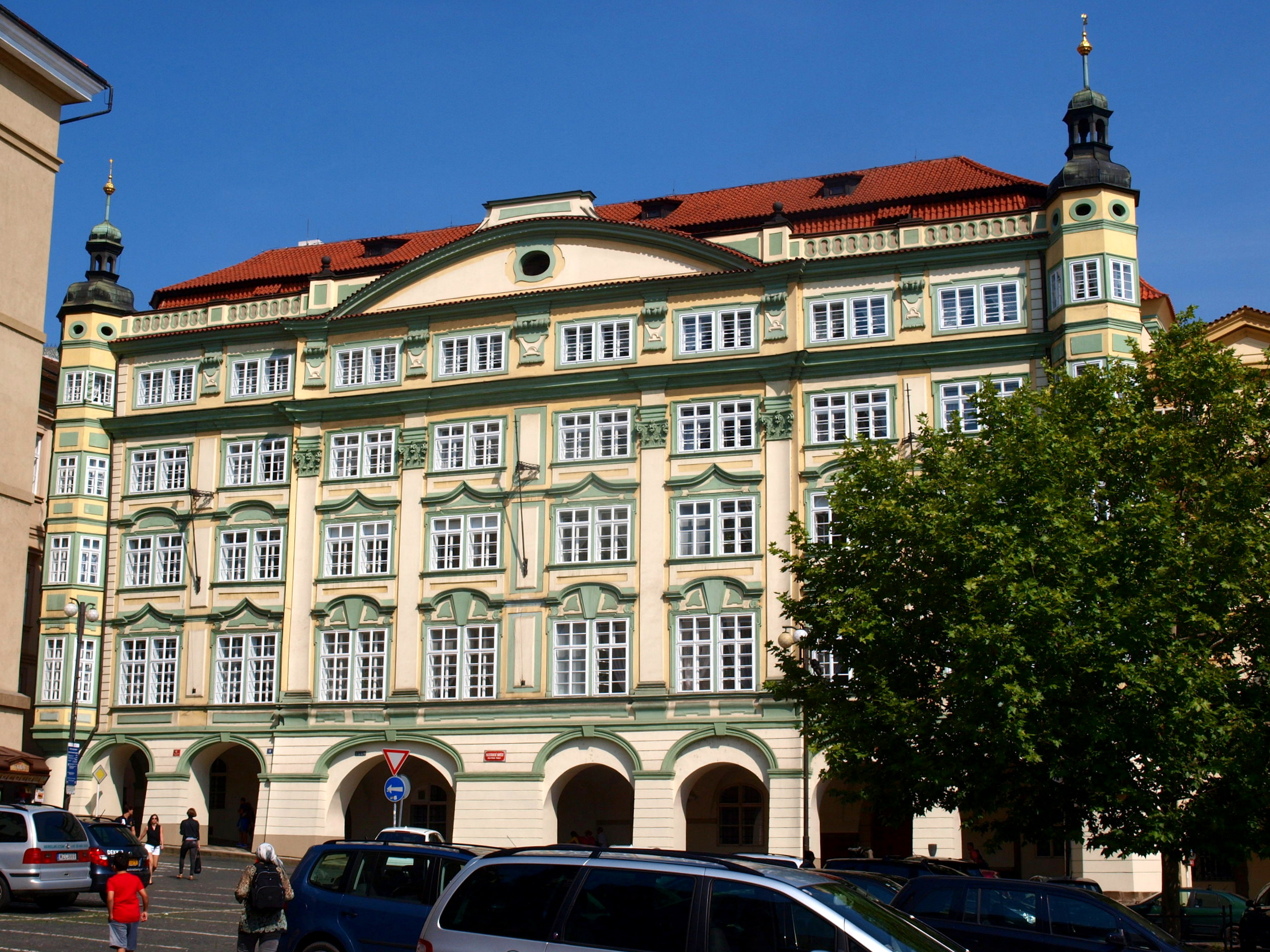
Palác Smiřických ma Malostranském náměstí v Praze, kde se konala tajná schůzka, jež vyvrcholila v tzv. druhou pražskou defenestraci

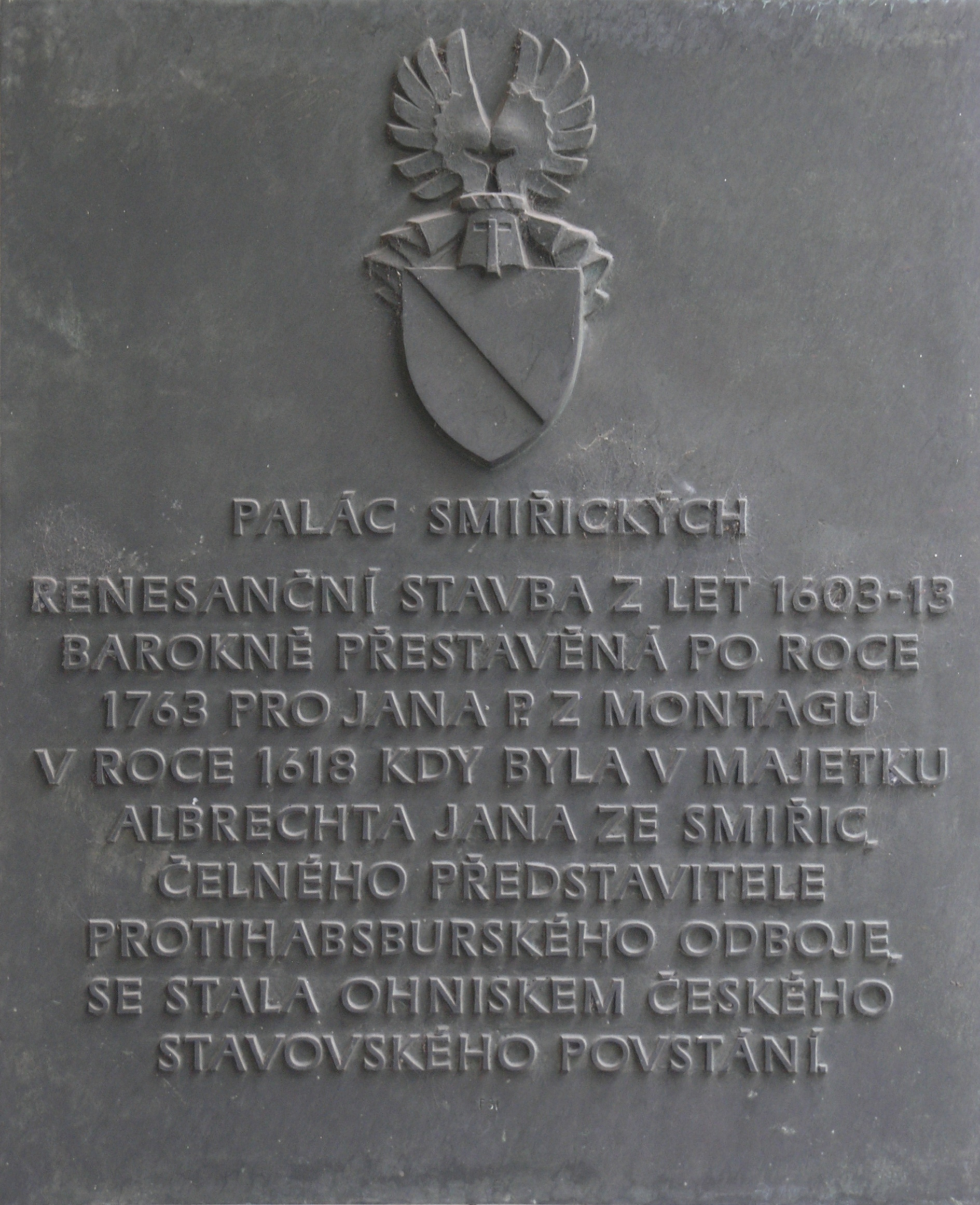
Informační deska na paláci Smiřických na Malostranském náměstí

O raných dobách rodu se příliš neví. Jeho členové zpočátku žili na tvrzi ve Smiřicích. Rod založil v období husitských válek (1419–1436) Jan Smiřický, který bojoval po boku pražanů jako hejtman, později se pokusil v Praze o násilný převrat ve prospěch panské jednoty. Později uznal králem Zikmunda Lucemburského, díky čemuž vytvořil obrovský majetek v severních Čechách, kde mu patřil Bezděz, Houska, Helfenburk, Roudnice a Jestřebí. Působil jako hejtman na Boleslavsku a Litoměřicku. V roce 1450 získal do manského držení panství Lysá nad Labem. Stál na straně Jiřího z Poděbrad, kterého později opustil a přidal se k jeho odpůrcům. Král jej obvinil ze zrady a roku 1453 jej nechal v Praze popravit.
Rodový majetek přechází pak na nezletilé syny Jindřicha a Václava, jejichž poručníkem byl Zdeněk ze Šternberka. Václav záhy zemřel a tak celý majetek přešel na Jindřicha. Jindřich se oženil s Kateřinou Maštovskou z Kolovrat a stal se důvěrníkem krále Jiřího z Poděbrad. Rod v roce 1475 nechal povýšit do panského stavu císař Fridrich III., povýšení potvrdil asi v roce 1480 i český král Vladislav II. Jindřich zemřel roku 1487 na hradě v Lysé nad Labem. Zůstali po něm čtyři synové a sedm dcer. Rod se tak rozdělili na několik větví. Vzdor bouřlivému období rod ekonomicky sílil. Z nevýznamného šlechtického rodu se do poloviny 16. století vypracoval na jeden z nejbohatších rodů v Čechách – vlastnil dvanáct panství a byl téměř tak bohatý, jako Trčkové z Lípy, se kterými si v regionu konkuroval.
Zikmund II. († 1608) byl dobrým hospodářem i podnikatelem, přešel k systému režijního velkostatku. Jeho syn Jaroslav II. v nízkém věku roku 1611 zemřel.
Jeho bratr Albrecht Jan Smiřický (1594–1618) studoval na kalvínské univerzitě v Heidelbergu, poté cestoval po západní Evropě i Itálii. Po návratu do Čech přikoupil k zděděným statkům ještě Malou Skálu, Dymokury a Turnov. Patřil mezi čelné představitele protihabsburské opozice. Právě v jeho pražském paláci se uskutečnila schůzka, kde byla naplánována druhá pražská defenestrace. Zvolili jej direktorem i správcem. Je dokonce pokládán za pravděpodobného kandidáta na český trůn, v listopadu 1618 však na válečném tažení do Českých Budějovic onemocněl a zemřel.
Vyloučením posledního mužského potomka, jeho bratra Jindřicha Jiřího (1592–1630), pro slabomyslnost, přešlo nástupnictví na ženskou linii. Mezi sestrami se rozpoutal boj o správu rodinného majetku a s tím spojeného poručnictví: starší Eliškou Kateřinou (1590–1620), donedávna vězněnou na Kumburku pro poklesek s příslušníkem selského rodu a odtud vysvobozenou Otou Jindřichem z Vartenberka, a  mladší Markétou Salomenou, provdanou za Jindřicha Slavatu z Chlumu. S konečnou platností byl spor rozhodnut, když Eliška Kateřina zahynula při výbuchu prachu na Jičínském zámku, který pravděpodobně sama způsobila a při němž zahynul i Jindřich Slavata. Hned po bitvě na Bílé hoře však Markéta Salomena, horlivá protestantka a první dáma Alžběty Falcké, ze země uprchla a zbytek života strávila ve vyhnanství; její syn Albrecht byl za třicetileté války velitelem v protestantském vojsku.
Poručnictví za slabomyslného Jindřicha Jiřího a celé dědictví Smiřických získal jako nejvhodnější katolický příbuzný jeho strýc Albrecht z Valdštejna. Roku 1628 internoval Jindřicha na Hrubé Skále, kde zemřel roku 1630; jeho smrtí vymírá rod Smiřických po meči.

## Pozemková držba (chronologicky podle získání majetku)
- Smiřice
- Houska – první velké panství v rukou Smiřických
- Jestřebí (do 1488)
- Lysá nad Labem (do 1505)
- Roudnice nad Labem
- Hrubá Skála (před 1524–1623)
- Škvorec – panství tvořil zámek a ves Škvorec, dále vesnice Křimín (zanikla), Horky (Horka), Křiváň (Skřivany) a Ouval (Úvaly)
- Hořice (1538–)
- Semily
- Náchod (1544–)
- Kostelec nad Černými lesy
- Uhříněves
- Koloděje
- Český Dub (1591–)
- Kumburk (1607–) – zakoupil Zikmund II. Smiřický od Jana Rudolfa Trčky z Lípy za 84 tisíc kop grošů českých. K panství patřil zámek, poplužní dvůr, tvrz Dřevenice, Radim, zřícenina hradu Bradlec, město Jičín s pivovarem, mlýnem a kovárnou a městečko Nová Paka.
- Žlunice (1612–) – zakoupil Albrecht Smiřický od Marie Magdaleny Trčkové. Součástí byly také dvůr Nepěkošice, Starkov, Volanice a vsi Sekeřice a Sekeřičky. Později se Žlunice staly součástí dymokurského panství.
- Dymokury (1614–) – zakoupil je Albrecht Jan od Adama mladšího z Valdštejna (1570–1638). Patřil k nim také Městec Králové, Nepokojnice, Žlunice, Chotělice a Kozojedy.

Kromě těchto majetků Smiřičtí vlastnili také tři domy v Praze:
- Palác Smiřických (také U Montágů), Malostranské náměstí (v roce 1572 vložen do zemských desk)
- Chlupovský dům
- dům naproti kapli sv. Martina

## Osobnosti
- Jan I. Smiřický ze Smiřic († 1453), husitský hejtman, popraven na Staroměstském náměstí v Praze
- Jindřich Smiřický ze Smiřic († 1487), povýšen do panského stavu
- Jan II. Smiřický ze Smiřic (1470–1506), zakladatel housecké větve rodu
- Zikmund I. Smiřický ze Smiřic († 1548) získal Hrubou Skálu, Škvorec a Náchod. Jeho synové založili kosteleckou, náchodskou a hruboskalskou linii rodu.
- Jaroslav I. Smiřický ze Smiřic (1513–1597), dvorský maršálek a hofmistr královského dvora Českého království, zakladatel kostelecké linie rodu, hlava rodu 1548–1597
- Albrecht Smiřický ze Smiřic (1528–1566), zakladatel náchodské linie rodu
- Jindřich Smiřický ze Smiřic (1535–1569), zakladatel hruboskalské linie rodu
- Zikmund II. Smiřický ze Smiřic (1557–1608), druhý nejbohatší šlechtic v zemi, pokračovatel hruboskalské linie, hlava rodu 1597–1608
- Václav Smiřický ze Smiřic (1564–1593), pokračovatel náchodské linie rodu
- Jaroslav II. Smiřický ze Smiřic (1588–1611), hejtman Kouřimského kraje, hlava rodu 1608–1611
- Albrecht Václav Smiřický ze Smiřic (1590–1614), poslední mužský člen náchodské linie, hlava rodu 1611–1614
- Eliška Kateřina Smiřická (1590–1620), tvrdě potrestaná členka rodu, která neprovdaná svedla neurozeného (kováře)
- Jindřich Jiří Smiřický ze Smiřic (1592–1630), slabomyslný, poslední mužský člen rodu
- Albrecht Jan Smiřický (1594–1618), čelný představitel protihabsburské opozice, člen direktoria za panský stav v roce 1618, hlava rodu 1614–1618
- Markéta Salomena Smiřická, (1597 – asi 1655), poslední ženská příslušnice rodu

## Erb

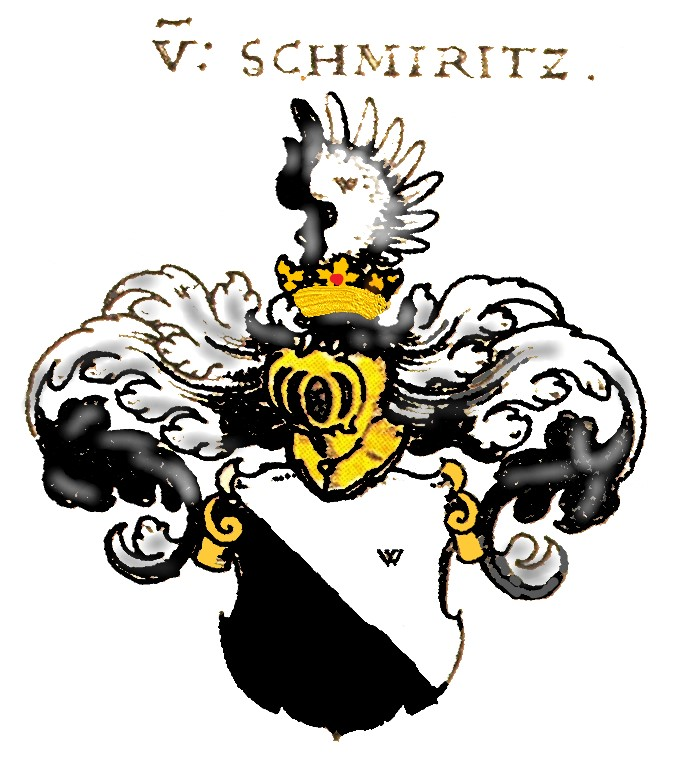
Erb Smiřických ze Siebmacherova erbovníku okolo r.1605

Nosili stříbrně a černě kosmo dělený štít.

## Příbuzenstvo
Spojili se s Kaplíři ze Sulevic, Kolovraty, Vančury z Řehnic, Gutštejny , Žerotíny či Beřkovskými ze Šebířova. Po matce byl Smiřický i Albrecht z Valdštejna.